# Málkov (Boemia centrale)
Málkov è un comune della Repubblica Ceca facente parte del distretto di Beroun, in Boemia Centrale.